# Oxipeltídeos
Oxipeltídeos (Oxypeltidae) é a família mais basal da superfamília Chrysomeloidea. Sendo Oxypeltinae sua única subfamília.

## Descrição
Os oxipeltídeos não tem qualquer semelhança morfológica com os outros cerambícideos. O corpo é maciço e caracteriza-se por uma cor metálica azulada ou verde na cabeça e protórax, vermelho nos élitros, e antenas e pernas têm uma cor azul metálica.

## Biologia
As larvas, tipicamente xilófagas, atacam árvores do gênero Nothofagus. Os adultos são diurnos e muitas vezes podem ser encontrados em folhas.

## Distribuição
Distribuem-se pela região andina da Argentina e do Chile.

## Sistemática
- Ordem Coleoptera
  - Subordem Polyphaga
    - Infraordem Cucujiformia
      - Superfamília Chrysomeloidea
        - Família Oxypeltidae
          - Subfamília Oxypeltinae
            - Tribo Oxypeltini
              - Gênero Cheloderus
                - Cheloderus childreni
                - Cheloderus penai

              - Gênero Oxypeltus
                - Oxypeltus quadrispinosus